# Citadel: Diana
Citadel: Diana és una sèrie de televisió d'acció d'espionatge italiana basada en la sèrie de televisió estatunidenca Citadel del 2023. Es va estrenar a Amazon Prime Video el 10 d'octubre de 2024, amb subtítols en català.
El rodatge de la sèrie va començar l'octubre de 2022 i es va completar el maig de 2023. Es va rodar a Itàlia, així com a Lugano, Mendrisio i al massís de Sant Gotard, a Suïssa.
El grup de post-rock Mokadelic va compondre la banda sonora de la pel·lícula, que inclou el tema principal d'Alex Belcher, arranjat i produït per la banda. Milan Records va publicarla banda sonora, coincidint amb la data de llançament de la sèrie.